# Madrid Tennis Grand Prix 1976
Il Madrid Tennis Grand Prix 1976 è stato un torneo di tennis giocato sulla terra rossa. È stata la 5ª edizione del Madrid Tennis Grand Prix che fa parte del Commercial Union Assurance Grand Prix 1976. Si è giocato a Madrid in Spagna dall'11 al 17 ottobre 1976.

## Campioni

### Singolare
Manuel Orantes ha battuto in finale  Eddie Dibbs con il punteggio di 7–6, 6–2, 6–1

### Doppio
Wojciech Fibak /  Raúl Ramírez hanno battuto in finale  Bob Hewitt /  Frew McMillan con il punteggio di 4–6, 7–5, 6–3